# Gex
Gex é uma comuna francesa na região administrativa de Auvérnia-Ródano-Alpes, no departamento de Ain. Esta localizada na fronteira com a Suíça, distando de Geneva 16 km.
Gex é também a cidade que deu origem ao nome País de Gex e o ponto de partida da subida para o Colo de la Faucille.

## Demografia
Em 2006 Gex apresentava uma população de 9323 habitantes, distribuídos por 4255 lares.
| 1793  | 1800  | 1806  | 1821  | 1831  | 1836  | 1841  | 1846  | 1851  |
| ----- | ----- | ----- | ----- | ----- | ----- | ----- | ----- | ----- |
| 2 398 | 2 415 | 2 354 | 2 536 | 2 834 | 2 894 | 2 835 | 2 785 | 2 874 |

| 1856  | 1861  | 1866  | 1872  | 1876  | 1881  | 1886  | 1891  | 1896  |
| ----- | ----- | ----- | ----- | ----- | ----- | ----- | ----- | ----- |
| 2 662 | 2 602 | 2 642 | 2 675 | 2 719 | 2 720 | 2 693 | 2 659 | 2 878 |

| 1901  | 1906  | 1911  | 1921  | 1926  | 1931  | 1936  | 1946  | 1954  |
| ----- | ----- | ----- | ----- | ----- | ----- | ----- | ----- | ----- |
| 2 822 | 2 727 | 2 175 | 2 030 | 2 065 | 2 048 | 1 966 | 1 874 | 2 041 |

| 1962 | 1968  | 1975  | 1982  | 1990  | 1999  | 2006  | 2007  | - |
| --- | ----- | ----- | ----- | ----- | ----- | ----- | ----- | - |
| 2 361 | 3 137 | 4 296 | 4 868 | 6 615 | 7 733 | 9 323 | 9 505 | - |
| Para os censos de 1962 a 2006 a população legal corresponde à popolução sem duplicidades, segundo define o INSEE. |       |       |       |       |       |       |       |   |